# Округа департамента Эн

Границы на 1790 год.
Bresse
Franche-Comté
Bugey
Valromey
Dombes
Franc-Lyonnais
Pays de Gex

Границы округов на 2017 год.

Во французский департамент Эн входят 4 округа:
- Белле (Belley)
- Бург-ан-Бресс (Bourg-en-Bresse)
- Жекс (Gex)
- Нантюа (Nantua)

## История
Округа были образованы после французской революции, административное деление менялось следующим образом: в 1790 департамент был разделен на девять районов, затем в 1800 году они были объединены в четыре округа: Белле, Бург, Нантюа и Тревокс. В 1815 был добавлен округ Же, затем в 1926 округа Же и Тревокс были упразднены. Округ Же был возражден в 1965 году.